# Byron H. Gurnsey
Byron H. Gurnsey (* 23. Oktober 1833 in Chautauqua, New York (nach einer anderen Quelle in Silver Creek im Staat New York, am Ufer des Erie-Sees); † 19. November 1880 in Colorado Springs) war ein US-amerikanischer Fotograf. Bekannt geworden ist er unter anderem für seine Fotografien von amerikanischen Ureinwohnern sowie von Natursehenswürdigkeiten und Landschaften, unter anderem in den Rocky Mountains.
Gurnsey heiratete am 9. Dezember 1858 in Michigan Delilah Ida Simpson, geboren 1836 in Pennsylvania, gestorben am 14. November 1920. Das Paar hatte offenbar sechs Kinder: Carrie, geb. 1860, Schuyler, geb. 1864, Susie, geb. 1866, Marie, geb. 1869 und zwei weitere Kinder; ihr sechstes Kind wurde Anfang der 1870er Jahre in Colorado geboren.
In der Zeit des Amerikanischen Bürgerkriegs (von 1861 bis 1865) war Gurnsey vom 12. Oktober 1861 bis zum 22. Juni 1866 Soldat und nahm offenbar als Gefreiter (Private) unter Generalmajor Alfred Sully an dessen „Northwest Indian Expedition“ von 1865 teil. Dabei entstanden viele seiner Aufnahmen amerikanischer Ureinwohner.
Zwischen etwa 1866 und 1871 betrieb Gurnsey ein Fotostudio in Sioux City, Iowa, zunächst in der 3rd Street, zumindest zeitweilig offenbar gemeinsam mit einem Geschäftspartner namens William H. Illingworth. Im Jahr 1871 hatte er dann sein eigenes Studio in der Pearl Street in Sioux City, Hausnummer 400, zwischen 4th und 5th Street.
In den 1870er Jahren erstellte und veröffentlichte Gurnsey seine Fotoserie „Scenes on the line of the Denver & Rio Grande Railway“ (deutsch etwa: „Szenen entlang der Bahnstrecke der Denver- und Rio Grande-Eisenbahngesellschaft“) mit stereoskopischen Aufnahmen von Sehenswürdigkeiten im Westen der USA; wahrscheinlich im Auftrag der „Denver & Rio Grande Railway“.
Im Jahr 1872 arbeitete Gurnsey in Pueblo in seiner Galerie über dem Restaurant „St. James“ und in Colorado Springs, Colorado, in der Pikes Peak Avenue. Seine Niederlassung in Pueblo bestand bis 1875; in diesem Jahr hatte er einen Geschäftspartner namens Eugene Brandt.
Gurnsey starb im Alter von nur 47 Jahren und wurde auf dem Evergreen-Friedhof in Colorado Springs in Block 34, Lot 26, bestattet.
Seine Witwe Delilah Ida Simpson verkaufte einen großen Teil von Gurnseys stereoskopischen Fotografien an die Gebrüder Kilburn in Littleton, New Hampshire, die damals das wohl größte Sortiment stereoskopischer Aufnahmen vertrieben. Andere Fotografien Gurnseys gingen an den Fotografen Franklin Asa Nims aus Colorado Springs, der offenbar eine Zeitlang nach Gurnseys Tod im Auftrag seiner Witwe dessen Fotoatelier weitergeführt hat.